# Киренајка
Киренајка или Киренаика (грч. Κυρηναϊκή, арап.  []) је источна обална регија Либије и бивша провинција или држава Либије (уз Триполитанију и Фезан) у административном систему од пре 1970-их. Оно што је у старом систему била провинција Киренајка је данас подељено у неколико Сха'бијата. Киренајка је у прошлости, тј. у доба Краљевине и италијанске власти, садржавала и јужно залеђе, односно цели источни део земље. Либијски грађански рат 2011. почео је у Киренајки, која је у великој мери била под контролом Националног прелазног савета (са седиштем у Бенгазију) током већег дела рата. Године 2012. тело познато као Прелазни савет Киренајке једнострано је прогласило Киренајку аутономном регијом Либије.
Године 2006. у Киренаици је живело 1.613.749 становника или 29% становништва Либије.
Назив Киренаика долази од Кирене, древне грчке колоније око које се развила регија, док арапско име Барка долази од Барце а можда и од Барнека или Беренице, древних назива за Бенгази, који је у модерном добу постао главни град регија. Куфра, важна оаза за пут преко Сахаре, налази се у јужном пустињском подручју Киренаике.

## Историја
Бербери су били најраније забележени становници Киренајке.
Киренајку су колонизовали Грци почевши од седмог века пре нове ере. Прва и најважнија колонија била је Кирена, коју су око 631. пре Христа основали колонисти са грчког острва Тера, које су напустили због велике глади. Њихов командант Аристотелес узео је либијско име Батос. Регион је производио јечам, пшеницу, маслиново уље, вино, смокве, јабуке, вуну, овце, говеда и силфијум, биљку која је расла само у Киренајки и сматрана је лековитим леком и афродизијаком.
Кирена је постала један од највећих интелектуалних и уметничких центара грчког света, познат по својој медицинској школи, академијама и архитектури, која је укључивала неке од најбољих примера хеленистичког стила. Школу мислилаца који су излагали доктрину моралне ведрине која је срећу дефинисала као збир људских задовољстава, основао је Аристип из Кирене. Други значајни староседеоци Кирене били су песник Калимах и математичари Теодор из Сирене и Ератостен.
Године 525. пре нове ере, након освајања Египта, ахеменидска (персијска) војска Камбиза II заузела је Пентаполис и успоставила сатрапију (ахеменидска персијска провинција) над деловима региона за отприлике наредна два века. Персијанце је пратио Александар Велики 332. пре Христа, након што је заузео Египат.
Према једном предању, Марко Јеванђелиста је рођен у Пентаполис, и касније се вратио; из Пентаполиса се упутио у Александрију.
Киренајку су освојили муслимански Арапи под командом Амра ибн ал-Аса током мандата другог халифе, Омара, око 642, и постао познат као Барка по главном граду провинције, древном граду Барце.
Средином 11. века, неколико арапских племена, укључујући конфедерацију бедуина Бану Хилал, опустошило је северноафричку обалу под контролом Зирида. Инвазија је допринела опадању лучких градова и поморске трговине. До 200.000 хилалијанских породица мигрирало је у Киренајку из Египта. Као резултат сеобе арапских племена, Киренајка је постала арапскија од било ког места у арапском свету осим унутрашњости Арабије. Ајубидски емир Каракуш је умарширао у Магреб и  преузео контролу над Киренајком по наређењу Саладина који је желео да користи покрајину као пољопривредну базу. Мамелуци наизглед нису били у стању да изврше било какву значајнију контролу и морали су да се удруже са Бедуинима како би посредно прихватили њихову власт уз плаћање пореза. Османско царство је касније полагало право на власт над Киренајком на основу мамелучке тврдње о суверенитету кроз савез са племенима. Киренајка је била потчињена Османлијској Либији. Године 1879. Киренајка је постала вилајет Османског царства. до италијанске инвазије.
Италијани су окупирали Киренајку током италијанско-турског рата 1911. и прогласили је италијанским протекторатом 15. октобра 1912. У Киренајки су током Другог светског рата вођене тешке борбе против италијанске војске и нацистичког немачког Афричког корпуса. Крајем 1942. године, савезничке снаге су ослободиле Киренајку од окупације Осовине, а Уједињено Краљевство је управљало већим делом Либије до 1951. године, када је Краљевина Либија успостављена и добила независност.